# Diane Kruger
Diane Kruger (Algermissen, Alsó-Szászország, Németország, 1976. július 15. –) német színésznő, modell.

## Fiatalkora
1976-ban Diane Heidkrüger néven született az alsó-szászországi Algermissenben. Szülei Maria-Theresa és Hans-Heinrich Heidkrüger. Gyerekként mindig balerina akart lenni. Évekig a nagynevű Királyi Balettintézetben (Royal Ballet School) tanult Londonban, majd egy sérülés miatt végleg abba kellett hagynia a pályáját. 15 évesen Párizsba költözött, modellként kezdett el dolgozni, és színészi leckéket vett.
1992-ben, 16 évesen döntős volt az Elite magazin "Look of the Year" szépségversenyén. Nem sokkal később visszatért hazájába és az 1990-es évek közepén sikeres modell lett Németországban és Franciaországban.

## Színészi pályafutása
Színészi pályáját 2002-ben kezdte, a Duelles című német sorozat egyik epizódjában tűnt fel, majd még ugyanebben az évben három filmben játszott. Azonban több kisebb szerep után a hírnevet Wolfgang Petersen Trója című filmjében Szép Heléna szerepe hozta meg számára. A szerepért már csak a magyar színésznő, Dobó Kata versengett, amikor Diane Kruger megkapta. A filmben olyan színészekkel dolgozhatott együtt, mint Brad Pitt, Eric Bana, Orlando Bloom, Peter O’Toole, Brendan Gleeson vagy Julie Christie.
2004-ben Jon Turteltaub kalandfilmjében, A nemzet aranyában Nicolas Cage oldalán főszerepet játszott. Majd 2007-ben, a film folytatásában A nemzet aranya: Titkok könyvében újra Abigailt alakította. 2007-ben a Berlini Nemzetközi Filmfesztiválon Arany Medve díjra jelölt Goodbye Bafana című filmben Gloria Gregory bőrébe bújt. 2009-ben Quentin Tarantino rá osztotta a Becstelen brigantyk című filmjében a női főszereplő, Bridget von Hammersmark szerepét. A filmben újra együtt játszhatott Brad Pitt-tel.
2009. december 15-én ő jelentette be a 67. Golden Globe díj jelöltjeinek névsorát Los Angelesben.
2010 januárjában Berlinben neki ítélték oda a legjobb nemzetközi színésznőnek járó elismerést az Arany Kamera díjak 45. átadási ünnepségén. A díjat Karl Lagerfeldtől vehette át.

## Magánélete
Diane Kruger németül, franciául és angolul is folyékonyan beszél.
2001-től 2006-ig Guillaume Canet francia színész és César-díjas rendező felesége volt. 2006 és 2016 között Joshua Jackson amerikai színésszel élt együtt.
2017 óta Norman Reedus (Walking Dead) párja, 2018 novemberében született meg közös gyerekük.

## Filmográfia

### Film
| Év   | Magyar cím                     | Eredeti cím                              | Szerep                      | Magyar hang        |
| ---- | ------------------------------ | ---------------------------------------- | --------------------------- | ------------------ |
| 2002 | Fegyverek dallama              | The Piano Player                         | Erika Nile                  |                    |
| 2002 | Se ördög, se angyal            | Not For, or Against (Quite the Contrary) | call girl                   |                    |
| 2002 | A bálványom                    | Mon Idole                                | Clara Broustal              | Horváth Lili       |
| 2003 | Fék nélkül – Michel Vaillant   | Michel Vaillant                          | Julie Wood                  | Zsigmond Tamara    |
| 2004 | Trója                          | Troy                                     | Helené                      | Pokorny Lia        |
| 2004 | Wicker Park                    | Wicker Park                              | Lisa                        | Kisfalvi Krisztina |
| 2004 | Narco – Belevaló bealvós       | Narco                                    | lány a night clubban        |                    |
| 2004 | A nemzet aranya                | National Treasure                        | Abigail Chase               | Kiss Eszter        |
| 2005 | Fegyverszünet karácsonyra      | Joyeux Noël                              | Anna Sörensen               | Götz Anna          |
| 2005 |                                | Frankie                                  | Frankie                     |                    |
| 2006 | Tigris brigád                  | Les Brigades du Tigre                    | Constance Radetsky hercegnő | Peller Mariann     |
| 2006 | Beethoven árnyékában           | Copying Beethoven                        | Anna Holtz                  | Gubás Gabi         |
| 2007 | Goodbye Bafana                 | Goodbye Bafana                           | Gloria Gregory              | Götz Anna          |
| 2007 |                                | L'Âge des ténèbres                       | Véronica Star               |                    |
| 2007 | Rókavadászat                   | The Hunting Party                        | Mirjana                     | Ruttkay Laura      |
| 2007 | A nemzet aranya: Titkok könyve | National Treasure: Book of Secrets       | Abigail Chase               | Solecki Janka      |
| 2008 | Bűntelenül                     | Pour elle                                | Lisa                        |                    |
| 2009 | Becstelen brigantyk            | Inglourious Basterds                     | Bridget von Hammersmark     | Solecki Janka      |
| 2009 |                                | Mr. Nobody                               | Anna                        |                    |
| 2009 | Az utolsó kém                  | L'Affaire Farewell                       | kocogó nő                   |                    |
| 2010 | Lélegezz!                      | Inhale                                   | Diane Stanton               |                    |
| 2010 | Mezítláb                       | Pieds nus sur les limaces                | Clara                       |                    |
| 2011 | Ismeretlen férfi               | Unknown                                  | Gina                        | Gubás Gabi         |
| 2011 | Különleges alakulatok          | Forces spéciales                         | Elsa                        |                    |
| 2012 | Búcsú a királynémtól           | Les adieux à la Reine                    | Mária Antónia               | Kisfalvi Krisztina |
| 2012 | Véletlen boldogság             | Un plan parfait                          | Isabelle                    | Kisfalvi Krisztina |
| 2013 | A burok                        | The Host                                 | hajtó                       | Ruttkay Laura      |
| 2013 | Én, én és az anyám             | Les Garçons et Guillaume, à table!       | Ingeborg                    |                    |
| 2014 | Jobb angyalok                  | The Better Angels                        | Sarah Bush Lincoln          |                    |
| 2015 | Apák és lányaik                | Fathers and Daughters                    | Elizabeth                   | Gubás Gabi         |
| 2015 |                                | Maryland                                 | Jessie                      |                    |
| 2015 |                                | Sky                                      | Romy                        |                    |
| 2016 | Beépülve: Az Escobar ügy       | The Infiltrator                          | Kathy Ertz                  | Létay Dóra         |
| 2016 |                                | Arcadia                                  | Amber                       |                    |
| 2017 | Sötétben                       | Aus dem Nichts                           | Katja Sekerci               | Ruttkay Laura      |
| 2017 | Külön világ                    | Tout nous sépare                         | Julia                       |                    |
| 2018 |                                | JT LeRoy                                 | Eva                         |                    |
| 2018 | Isten hozott Marwenben         | Welcome to Marwen                        | Deja Thoris                 | Bertalan Ágnes     |
| 2019 | Az ügynöknő                    | The Operative                            | Rachel                      | Solecki Janka      |
| 2022 | 355                            | The 355                                  | Marie Schmidt               | Solecki Janka      |
| 2022 |                                | Out of the Blue                          | Marilyn                     |                    |
| 2022 | Marlowe                        | Marlowe                                  | Clare Cavendish             | Solecki Janka      |
| 2023 |                                | Visions                                  | Estelle                     |                    |
| 2023 |                                | Joika                                    | Tatiyana Volkova            |                    |
| 2024 |                                | The Shrouds                              | Becca / Terry / Hunny       |                    |
| 2024 |                                | Longing                                  | Alice                       |                    |
| 2024 |                                | Saint-Ex                                 | Noëlle Guillaumet           |                    |

### Televízió

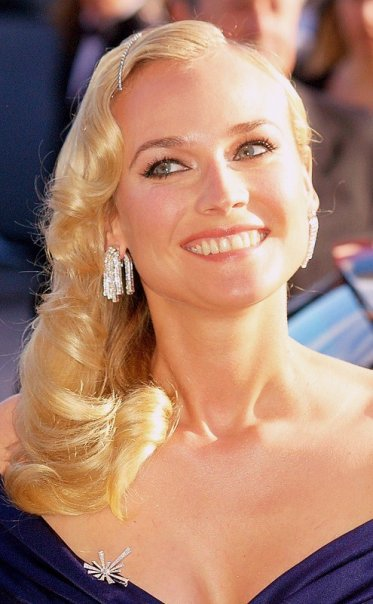
A 2009-es cannes-i fesztiválon

| Év        | Magyar cím       | Eredeti cím          | Szerep                  | Megjegyzések |
| --------- | ---------------- | -------------------- | ----------------------- | ------------ |
| 2010      | A rejtély        | Fringe               | Miranda Greene          | 1 epizód     |
| 2013–2014 | A híd            | The Bridge           | Sonya Cross nyomozó     | főszereplő   |
| 2020      | Robotcsirke      | Robot Chicken        | Caroline Flack (hangja) | 1 epizód     |
| 2022      | Cápák árnyékában | Swimming with Sharks | Joyce Holt              | főszereplő   |
| 2025      |                  | Marlene              | Marlene Dietrich        | főszereplő   |

## Díjak és jelölések
- Cannes-i Nemzetközi Filmfesztivál – 2003 díj: Chopard Trófea
- Bambi-díj – 2004-es díj: Bambi (Career)